# Обтяжені злом, або Сорок років по тому
«Обтяжені злом, або Сорок років по тому» — роман Аркадія і Бориса Стругацьких, написаний в 1986—1988 роках. Вперше опублікований в журналі «Юність» № 6-7 за 1988 рік. Перше книжкове видання відбулося в 1989 році.
Це останній великий твір Стругацьких, що мовби підбиває підсумок їхньої творчості. Переплетення біблійних сюжетів і найгостріших сучасних проблем; вічна драма: чоловік, що йде проти суспільства і приносить себе в жертву; зловісна фігура Деміурга, який створив світ і людей, обтяжених злом. І при цьому надія і віра в майбутнє, тому що в центрі роману — світлий образ Учителя. Дія роману обертається навколо молодіжної спільноти «Флора» (в якій легко вгадується образ хіпі).
У середовищі прихильників іноді називається «нуль-три», за подібністю написання «03» і «ОЗ» і з алюзією на телефон «Швидкої медичної допомоги», що прямо вказується авторами.
У роману два епіграфи. Перший являє собою цитату з «розкольника Трифілія»: «З десяти дев'ять не знають відмінності темряви від світла, істини від брехні, честі від безчестя, свободи від рабства. Також не знають і користі своєї». Другий епіграф — з Євангелія від Івана (Ин 18:10): «А Симон Петро, меча мавши його, і рубонув раба первосвященика, і відтяв йому праве вухо. Ім'я рабу було Малх». За версією, викладеною в романі, вухо було відрубано не у Малха, а в Івана-Агасфера. Цей мотив, згідно з концепцією авторів, повинен свідчити про те, що будь-яка історична правда спірна.

## Історія створення
За спогадами Б. Н. Стругацького, ідея роману з'явилася в жовтні 1981 року, коли брати Стругацькі зібралися створити спільний детективний роман з братами Вайнер. Основою сюжету була ідея скуповування людських душ в умовах звичайного радянського райцентру, роман повинен був складатися з двох частин: фантастичної і детективно-реалістичної, в якій події першої частини отримували суто юридичне пояснення. Тоді ж з'явився хронотоп — місто Ташлінськ, а також Агасфер Лукич — скупник душ, і астроном Сергій Манохін. З різних причин ця ідея не була реалізована. Сюжетні напрацювання Стругацьких становили чотири машинописні сторінки.
У робочому щоденнику Стругацьких Агасфер Лукич знову з'являється з 1985 року. Однак підготовка нового роману велася поступово, робота почалася тільки 25 січня 1986 року в Ленінграді. Сюжет був присвячений другому пришестю Христа.
|   | Наш Ісус-Деміург зовсім не схожий на Того, хто прийняв смерть на хресті в стародавньому Єрусалимі — дві тисячі років минуло, багато сотень світів пройдені Ним, сотні тисяч благих справ здійснені, і мільйони подій відбулися, залишивши — кожна — свій рубець. Різне довелося Йому перенести, траплялися з Ним події і жахливіші від примітивного розп'яття — Він став страшний і потворний. Він став невпізнанним. (Обставина, що вводить в оману безліч читачів: одні обурюються, приймаючи нашого Деміурга за невдалу копію булгаковського Воланда, інші — просто і без викрутасів — звинувачують авторів у проповіді сатанізму, в той час, як наш Деміург насправді — це просто Ісус Христос дві тисячі років тому. От уже воістину: «Прийшов до своїх, та свої відцурались Його».) Оригінальний текст (рос.) Наш Иисус-Демиург совсем не похож на Того, кто принял смерть на кресте в древнем Иерусалиме — две тысячи лет миновало, многие сотни миров пройдены Им, сотни тысяч благих дел совершены, и миллионы событий произошли, оставив — каждое — свой рубец. Всякое пришлось Ему перенести, случались с Ним происшествия и поужаснее примитивного распятия — Он сделался страшен и уродлив. Он сделался неузнаваем. (Обстоятельство, вводящее в заблуждение множество читателей: одни негодуют, принимая нашего Демиурга за неудачную копию булгаковского Воланда, другие — попросту и без затей — обвиняют авторов в проповеди сатанизма, в то время, как наш Демиург на самом деле — это просто Иисус Христос две тысячи лет спустя. Вот уж поистине: «Пришел к своим, и свои Его не приняли».) |
| — | |

Історія вчителя Георгія Анатолійовича Носова вперше згадується в робочому щоденнику Стругацьких 27 лютого 1987 року. До березня автори визначилися, що історія Деміурга є рукопис Манохіна. Робота над романом йшла повільно, чистовик був закінчений 18 березня 1988 року.
|   | Це був останній роман АБС, найскладніший, навіть, можливо, переускладнений, найнезвичайніший і, напевно, найменш популярний з усіх. Самі автори, втім, вважали його як раз серед кращих — занадто багато душевних сил, роздумів, суперечок і найулюбленіших ідей було в нього вкладено, щоб ставитися до нього інакше. Тут і найулюбленіша, роками плекана ідея Вчителя з великої літери — вперше ми зробили спробу написати цю людину, так би мовити, «наживо» і залишилися задоволені цією спробою. Тут старовинна, роками плекана мрія написати історичний роман — у манері Ліона Фейхтвангера і з позиції людини, яка ніяк не бажає повірити в існування об'єктивної і достеменної історичної істини («не так все це було, зовсім не так»). Тут навіть спроба обережного прогнозу на найближчі сорок років, — нехай навіть і приреченого спочатку на неуспіх, бо немає нічого складнішого, ніж передбачати, що буде з нами протягом одного людського життя (інша справа будувати прогнози років на п'ятсот вперед, а ще краще — на тисячу)… Оригінальний текст (рос.) Это был последний роман АБС, самый сложный, даже, может быть, переусложненный, самый необычный и, наверное, самый непопулярный из всех. Сами-то авторы, впрочем, считали его как раз среди лучших — слишком много душевных сил, размышлений, споров и самых излюбленных идей было в него вложено, чтобы относиться к нему иначе. Здесь и любимейшая, годами лелеемая идея Учителя с большой буквы — впервые мы сделали попытку написать этого человека, так сказать, «вживе» и остались довольны этой попыткой. Здесь старинная, годами лелеемая мечта написать исторический роман — в манере Лиона Фейхтвангера и с позиции человека, никак не желающего поверить в существование объективной и достоверной исторической истины («не так все это было, совсем не так»). Здесь даже попытка осторожного прогноза на ближайшие сорок лет, — пусть даже и обреченного изначально на неуспех, ибо нет ничего сложнее, чем предсказывать, что будет с нами на протяжении одной человеческой жизни (то ли дело строить прогнозы лет на пятьсот вперед, а ещё лучше — на тысячу)… |
| — | |

## Сюжет
Роман має три сюжетні лінії, що перемежовуються від глави до глави. Композиція схожа на «роман у романі» («Равлик на схилі», «Кульгава доля»), але трирівнева замість дворівневої.

### Перший сюжет (рукопис ОЗ)
Місце дії: Радянський Союз 1980-х років, місто Ташлінськ. Точний час дії невизначений, найчастіше згадується «вічний листопад», хоча він може відразу змінитися розпалом літа. Хоча до розпаду СРСР і Югославії залишилося небагато, наявні всі атрибути радянських реалій, такі як міськком ВЛКСМ, газета «Ташлінська правда», міліція, дружинники, черги, «югославський» суп тощо.
Оповідь ведеться від імені Сергія Корнійовича Манохіна (астроном, доктор фізико-математичних наук, тривалий час співробітник Степової обсерваторії, розробник теорії «зоряних кладовищ»).
На проспекті Праці в трикімнатній квартирі № 527 будинку однієї із завершених, але ще не заселених новобудов поселяється надлюдська істота, звана «Деміург» (згадуваний також як Птах, Ягве, Ільмарінен тощо). Деміургу допомагає Агасфер Лукич, який, незважаючи на комічну зовнішність (невисокий товстенький чоловічок, схожий на Євгена Леонова), теж є давньою надлюдською істотою. Він діє під виглядом агента Держстраху і незабаром починає користуватися в місті величезною популярністю в цій ролі. Обидва не обов'язково антропоморфні та існують поза часом і простором, питання, що стосуються часової і просторової локалізації, до них незастосовні, що не дає майору КДБ взяти їх в оперативну розробку.
Деміург претендує на велику могутність, майже всемогутність, в питанні виконання бажань людей. Але він не всемогутній, до того ж все, що він робить — «обтяжене злом»: буквальне виконання Деміургом побажань людини призводить до повного набору можливих наслідків — як позитивних, так і негативних, що зазвичай свідчить про необдуманість бажань того, хто просив.
Агасфер Лукич також виконує «прості» бажання в обмін на «особливу нематеріальну субстанцію». Так, до Агасфера Лукича звертався великий астроном — директор Степової обсерваторії, на якій працює Манохін, визнаний авторитет у своїй науці, але з патологіями опорно-рухового апарату. Агасфер дав йому абсолютне тілесне здоров'я і можливість займатися спортом, але ціною цього стає зникнення наукового таланту. Людина перетворилася на «машину для підписування паперів» і в підсумку, як припускає Манохін — спилася.
Головний герой роману, астроном Манохін, вступає на службу секретарем до Деміурга в обмін на невеликі зміни в космогонічних силах, які зробили його помилкову наукову теорію відповідною дійсності і підтвердженою провідними спостерігачами. Єдиний прохач, якому вдалося «спантеличити» Агасфера Лукича: «Забігав він у мене, заметушився, забігав. Зізнався, що таке йому не по плечу, але обіцяв найближчим часом навести довідки».
Крім Манохина на службу також надходять зневажуваний Манохіним неонацист Марек (Марк Маркович) Парасюхін, флегматичний Петро Петрович Колпаков та карикатурний єврей Матвій Матвійович Гершкович (Мордехай Мордехайович Гершензон), «здатний викликати гострий напад антисемітизму навіть у Меїра Кахане або засновника сіоністського руху Теодора Герцля». Епізодично згадуються міліціонер Спиртов-Водкін і «невимовна Селена Блага», які пізніше також поселяться в квартирі Деміурга. Мабуть, дані персонажі знаходяться в підпорядкуванні у Манохіна і з Деміургом безпосередньо спілкуються рідко.
Мета Деміурга, яку він проголошує, — пошук Людини з великої літери, терапевта людських душ, здатного вилікувати світ від Зла. Він регулярно приймає відвідувачів з проектами удосконалення світу і жодного не визнає досконалим; одного разу навіть на прикладі демонструє, як жахливо зміниться світ, якщо людину наділити здатністю вражати кривдників розрядом блискавки.
У самому фіналі в квартиру Деміурга доставляють Г. А. Носова — героя другої сюжетної лінії. Рукопис на цьому обривається, повідомляється, що його закінчення було, ймовірно, знищено самим Г. А. «з міркувань скромності».

### Другий сюжет (щоденник Митаріна)
За формою — щоденник Ігоря Митаріна, учня педагогічного ліцею XXI століття. Дія переноситься в майбутнє початку 2030-х років, де зберігся демократизований СРСР, в місто Ташлінськ, в ліцей, організований відомим учителем Г. А. Носовим, далі в тексті йменується просто Г. А. Ліцей — елітний навчальний заклад, куди приймають тільки дітей, у яких великий шанс розкрити педагогічний талант.
Носов дав рукопис ОЗ своєму учневі Митаріну (від імені якого через багато років і ведеться розповідь) для самостійного вивчення.
Недалеко від міста виникла й існує спільнота ескапістів під назвою Флора, члени її іменуються «фловерами». Спільнота багато в чому схожа на хіпі, підпорядковується учітелю-«нусі», який є духовним авторитетом спільноти (в кінці виявляється, що «нусі» — син Г. А. Носова, про що знають всі недруги педагога і натякають на це в газетній полеміці).
Філософія «нусі» проста — людині не так вже багато й потрібно від світу. Кожна людина має право робити те, що вона хоче, якщо вона не заважає іншим. Не слід бажати занадто багато, а те, що по-справжньому потрібне, світ сам захоче дати. Єдина мета людини — духовне з'єднання зі Всесвітом і спокій.
Фловер описані як уповільнені, патологічно ліниві люди з десоціалізацією і початком розпаду особистості. У спільноті прийняті вживання наркотиків і вільне кохання; відмінною рисою фловерів є ототожнення себе з лісовими рослинами.
У місті наростає прагнення будь-якою ціною ліквідувати цей молодіжний рух, змусити підкоритися загальноприйнятим етичним установкам всіх, хто увійшов до цього об'єднання, аж до найрадикальніших дій. Митарін, як і його вчитель, не сприймає проявів радикалізму, властивих більшості його співгромадян.
У газетній полеміці, яка виникла з цього приводу, і нагадує цькування, Г. А. виступає зі зваженою статтею, в якій не захищає Флору, але й не закликає до її знищення і вважає абсолютно неприйнятним силовий варіант, внаслідок чого стає мішенню для обурення і засудження з боку всього суспільства, включно з власними учнями. Саме силовий варіант і втілюється в життя. У напрямку до табору Флори (завбачливо евакуйованому завдяки наполегливості Г. А.) з міста рухається розлючений багатотисячний натовп. І в цей момент з'являється герой першої сюжетної лінії — хоча ім'я не називається, але зрозуміло, що це Агасфер Лукич, який «коротко і невиразно» розмовляє з Г. А.
На цьому текст Щоденника обривається, однак міститься вказівка на те, що в подальшому ім'я Г. А. Носова стає всенародно шанованим і оточується легендами, ймовірно, у зв'язку з прийняттям суспільством його ідей. Сама розповідь завершується натяком, що саме Г. А. Носов є тією Людиною, яку шукає Деміург (а його зникнення обставлено як мученицька загибель).

### Вставний (третій) сюжет
Своєрідно перероблене Євангеліє, викладене окремими главами в рукописі ОЗ, стилістика яких відрізняється від решти тексту. Згідно з цим сюжетом, апостол Іван, в минулому розбійник, через кілька років після хресної смерті Христа вбиває Агасфера — Вічного Жида. Прокляття Агасфера переходить на самого апостола, який стає безсмертним, але втрачає здатність до осілого життя.
Іван, що залишився в живих, хоч був засуджений за розбій до смертної кари (всі спроби стратити безсмертного виявляються безуспішними), відбуває на заслання на острів Патмос, куди Рим відправляв політично неблагонадійних громадян. Разом з ним вирушає юнак Прохор, уражений надприродними здібностями апостола. Ставши учнем і молодшим товаришем Івана, Прохор з його слів записує Апокаліпсис і поширює його.
Згодом в Івана розвинулося надзнання: він знав про все, що існувало у Всесвіті від початку світу до його кінця. Однак це знання не співвідносилося з його власним життєвим досвідом. Іван з його розбійницьким минулим не мав достатньо розвиненого усного мовлення, щоб правильно викласти відомі йому істини. Тому виклад був сумбурним і малозв'язним.
Проходить час. Ставши глибоким старцем, Прохор упадає в маразм і починає видавати себе за Івана, тобто за автора Апокаліпсису, походячи на мудрого богослова значно більше, ніж нестаріючий колишній розбійник Іван. Про нього йдеться також як про автора Євангелія від Івана.
Надалі Іван потрапляє в арабські країни часів пророка Мухаммеда і перших халіфів, і бере участь у релігійних війнах і війнах з Візантією часів становлення ісламу. Сучасники вважають Івана надлюдською істотою (Раххаль). Навіть через півтори тисячі років Іван пам'ятає свою кохану тих часів — пророчицю Садж Месопотамську.
Перетин сюжетів: робиться пряме ототожнення Івана з Агасфером Лукичем і Христа («Равві») з Деміургом. Таким чином, події першого сюжету є друге пришестя Христа.

## Основна проблематика
Найважливіша морально-етична проблема роману — питання про Флору. Чи має суспільство право застосовувати силу для знищення неформальної спільноти, яка не чинила прямого шкідливого впливу на суспільство? Чи має суспільство право застосовувати силу для того, щоб уберегти людей від особистісної деградації, що виникає в деяких неформальних культурах? Чи мають люди з подібними життєвими принципами право жити своїм закритим колом без загрози силового тиску «великого» суспільства, навіть якщо їхні життєві принципи огидні більшості звичайних людей? Таким чином, порушується тема неформальних молодіжних рухів, актуальна в другій половині 1980-х.
У частинах роману, дія яких відбувається в далекому минулому, гостро ставиться питання спотворення історичної істини. Це ілюструється історією створення Апокаліпсису: Іван розмовляв арамейською мовою, яку Прохор знав погано, до того ж, Івану постійно не вистачало слів для опису своїх видінь, і Прохор фактично створив текст самостійно — на койне. Іван, коли йому розповіли зміст, довго сміявся, і порівняв цей текст зі злодійською байкою. Історії Івана передує анекдот, в якому товариш Сталін, подивившись фільм «Незабутній 1919-й», сказав тільки: «Не так все це було. Зовсім не так!». Цю фразу часто повторює Агасфер Лукич, розповідаючи про Юду, який теж став гостем квартири Деміурга.

## Переклади
- Польський — W. Trzcińska (Niedoskonali)